# Walter Zürcher
Walter Marcel Zürcher (* 9. Oktober 1934 in Bern; † 28. April 2007) war ein Schweizer Nonkonformist und Esoteriker.

## Leben
Walter Zürcher wuchs in Bern auf und absolvierte zunächst eine kaufmännische Ausbildung zum Eisenhändler. Nach kurzer Tätigkeit brach er mit der „bürgerlichen Lebensweise“ und schlug sich mit diversen Hilfsjobs, als Organisator von zahlreichen kulturellen Anlässen (etwa im Junkere 37), als Verleger von Alternativliteratur und Kommunengründer durch die wilden APO- und Hippie-Jahre.
Durch Selbststudium und Lebenserfahrung eignete er sich ein ganz persönliches menschenkundliches und therapeutisches Wissen an, das er teilweise in seinen Büchern weitergab.
In seinen letzten Lebensjahren engagierte er sich stark für die Stiftung Rüttihubelbad. Sein Nachlass befindet sich in der Burgerbibliothek Bern.

## Werke
Die angeführten Titel sind im Buchhandel vergriffen:
- Apero – Politerarisches Aperiodikum: agit-pop (zus. mit Sergius Golowin und Peter Lehner), Zürcher Verlag (= Apero-Reihe Nr. 16), Gurtendorf 1970
- Alternative Heilmethoden bei Krebs, Hermann Bauer Verlag, Freiburg im Breisgau 1982, ISBN 3-7626-0263-8
- Der Puls der Dinge. Vitale Energien erkennen und anwenden, Hermann Bauer Verlag, Freiburg im Breisgau 1990, ISBN 3-7626-0362-6
- Physiognomische Studien. Band 1: Grundriss, Bara-Verlag, Bern 1991, ISBN 3-905133-51-2